# Tekla Bądarzewska-Baranowska
Tekla Bądarzewska-Baranowska (1829/1834 - 29 tháng 9 năm 1861) là một nhà soạn nhạc người Ba Lan.
Bądarzewska-Baranowska sinh năm 1829 tại Mława hoặc năm 1834 tại Warsaw. Bà kết hôn với Jan Baranowski và họ có năm người con trong 9 năm chung sống. Bądarzewska-Baranowska mất ngày 29 tháng 9 năm 1861 tại Warsaw. Trên mộ của bà ở Nghĩa trang Powązki có tượng một phụ nữ trẻ với một bản nhạc có tựa đề La prière d'une vierge. Một trong những con gái của bà là Bronisława đã theo học tại Viện Âm nhạc Warsaw vào năm 1875. Một miệng núi lửa trên sao Kim được đặt theo tên của bà.

## Lời cầu nguyện của Maiden
Bądarzewska-Baranowska đã sáng tác khoảng 35 bản nhạc dành cho piano. Đến nay, sáng tác nổi tiếng nhất của bà là bản Modlitwa dziewicy, tập tác phẩm số 4 ("Lời cầu nguyện của một thiếu nữ", tiếng Pháp: La prière d'une vierge). Bản nhạc này được ra mắt tại Warsaw vào năm 1856 và sau đó được giới thiệu trong phần phụ trương của tờ báo Revue et gazette musicale de Paris vào năm 1859.
Một số học giả âm nhạc đã nói xấu sự nghiệp âm nhạc của Bądarzewska-Baranowska. Percy Scholes viết về bà trong sách The Oxford Companion to Music (ấn bản thứ 9, tái bản năm 1967): "Sinh tại Warsaw năm 1838 [sic] và mất ở đó năm 1861, ở tuổi 23 [sic]. Trong cuộc đời ngắn ngủi này, bà đã có thành tựu, có lẽ, hơn bất kỳ nhà soạn nhạc nào từng sống, vì bà đã mang đến cho cây đàn piano của tất cả những người đa cảm vô vị trong thế giới được gọi là văn minh này một bản nhạc mà người đó, dù chưa thành danh theo nghĩa đen, cũng có thể chơi được."
Tác phẩm này là một bản nhạc ngắn dành cho các nghệ sĩ dương cầm ở mức trung cấp. Một số người thích giai điệu quyến rũ và lãng mạn của bản nhạc, trong khi những người khác lại mô tả bản nhạc là một thứ "đa cảm vô vị". Nghệ sĩ dương cầm và học giả Arthur Loesser đã gọi bản nhạc là "một sản phẩm tồi tệ của sự kém cỏi."
Nhạc sĩ người Mỹ Bob Wills đã dựng lại và viết lời cho bản nhạc này, mang thu âm lần đầu vào năm 1935 và đặt tên là "Lời cầu nguyện của một thiếu nữ." Sau đó, sáng tác này trở thành tiêu chuẩn được nhiều nghệ sĩ nhạc đồng quê thu âm. Một số xe chở rác ở Đài Loan dùng bản nhạc này làm nhạc hiệu.

## Trong văn hóa đại chúng
Năm 2016, Bądarzewska-Baranowska xuất hiện cùng Pyotr Ilyich Tchaikovsky trong một sê-ri anime có tên Classicaloid. Bà được phác họa bởi Mao Ichimichi.